# صموئيل كاروثرز
صموئيل كاروثرز هو محامي وسياسي أمريكي، ولد في 13 أكتوبر 1820 في مقاطعة ماديسون في الولايات المتحدة، وتوفي في 20 يوليو 1860 في كاب جيراردو في الولايات المتحدة. نشط حزبياً في الحزب الديمقراطي. وقد انتخب عضو مجلس النواب الأمريكي ‏.